# Mieraskerk
Met de Mieraskerk wordt bedoeld het kerkgebouw van de Oud Gereformeerde Gemeenten in Nederland aan de Nachtegaalstraat in Krimpen aan den IJssel, in de Nederlandse provincie Zuid-Holland. Dit is niet de officiële naam van het kerkgebouw maar herinnert aan ds. M.A. Mieras die de gemeente vele jaren gediend heeft. De naam 'Mieraskerk' komt dus voort uit de volksmond.  Deze predikant diende de gemeente van 1944 tot zijn dood in 1981. De kerk werd gebouwd in 1962 naar een ontwerp van architectenbureau Van Harmelen. De zeshoekige bakstenen zaalkerk heeft 1.631 zitplaatsen en is daarmee de grootste kerk van dit kerkverband, gemeten naar het aantal zitplaatsen. De gemeente groeide na de komst van Mieras van bijna 350 leden en doopleden tot bijna 2500 bij zijn overlijden in 1981.

## Geschiedenis
Op donderdagavond 19 mei 1927 werd een eerste weekdienst gehouden, op initiatief van een vijf à zestal gezinnen, waarvan slechts twee personen als lid bij de Oud Gereformeerde gemeente te Rotterdam stonden ingeschreven. Niet alleen tijdens de zes weekdiensten maar ook in de zondagse diensten werd de opkomst steeds groter.
Op 12 juli 1928 kon men een eigen kerkgebouw in gebruik nemen. Op 20 november van datzelfde jaar werden acht kinderen gedoopt door ds. L. Boone van Sint Philipsland, anderhalf jaar later was dat aantal door hem gedoopten op 35 gekomen en in 1934 bediende hij voor het laatst de doop. Totaal 96 kinderen ontvingen van hem dat sacrament. Door ds. W. H. Blaak werden vanaf 1934 nog eens 121 kinderen gedoopt. Pas op 14 mei 1943 viel het besluit toelating te zoeken tot de Oud Gereformeerde Gemeenten en een eigen gemeente te stichten. Tot nu toe waren alle dopelingen en belijdende leden nog (doop)lid van de Oud Gereformeerde gemeente te St. Philipsland. Een kerkenraad werd gekozen en op 1 september 1943 beschikte de classis St. Philipsland tijdens een vergadering in Nieuw-Beijerland gunstig op het verzoek van Krimpen aan den IJssel. Op 6 juni 1944 - de dag van de invasie in Normandië - kwam de eerste predikant, ds. M. A. Mieras uit Terneuzen, in de gemeente aan. Onder ds. Mieras groeide de gemeente tot circa 2.500 leden eind jaren 1970. Het kerkgebouw aan de Nachtegaalstraat werd in 1962 gebouwd en in de loop der jaren enkele malen uitgebreid. In 1996 is door Orgelmakerij Steendam uit Roodeschool een nieuw orgel in de kerk geplaatst.
De gemeente van Krimpen is met circa 1900 leden en doopleden de grootste Oud Gereformeerde Gemeente in Nederland. Sinds 2003 wordt ze bediend door ds. Anthonie Kort. 

## Visie op homoseksualiteit
De Mieraskerk is in 2021 betrokken geraakt bij verschillende controverses. Zo was er een aflevering van het programma BOOS van presentator Tim Hofman, waarin een voormalig inwoner uit Krimpen aan den IJssel het gesprek wilde aangaan met dominee Kort over uitspraken die hij deed over homoseksualiteit. Deze uitspraken heeft de predikant gedaan in een brief aan het gemeentebestuur van Krimpen aan den IJssel. Ds. Kort gaf aan dat zonde uitgebannen moet worden, hetgeen werd opgevat als dat homo’s verbannen zouden moeten worden. Tijdens de aflevering werd de filmploeg hardhandig verwijderd door mensen die betrokken zijn bij de kerk. In reactie op de uitzending volgden verschillende acties tegen de houding van de dominee, waaronder een stoepkrijtactie en een protest voor het stadhuis.  

## Coronacrisis
In maart 2021 besloot de kerkenraad van de Mieraskerk wegens geestelijke nood bij de leden weer onbeperkt kerkgangers toe te laten. Dit ondanks de vele besmettingen in Krimpen aan de IJssel met het SARS-CoV-2 virus. De kerkenraad deed dit tegen het advies van de Rijksoverheid in met een beroep op de wettelijk vastgelegde godsdienstvrijheid. In de Wet publieke gezondheid is een uitzondering opgenomen voor het houden van kerkdiensten (art. 58g, 2c).
Toen op 28 maart een verslaggever van RTV Rijnmond bij de kerk bezig was om kerkgangers vragen te stellen werd hij aangevallen door een kerkbezoeker, deze werd hierna aangehouden door de politie. Het kerkbestuur maakte op 29 maart excuses richting de verslaggever en vroeg of iedereen zich respectvol wilde gedragen. In de nacht van 29 op 30 maart werd de entree van de kerk beschadigd door zwaar vuurwerk. Ook heeft het kerkbestuur een anonieme brief ontvangen waarin gedreigd wordt de kerk in brand te steken. Sinds de dreigbrief wordt de kerk streng beveiligd. Sindsdien zijn de openbare uitzendingen van de kerkdienst alleen toegankelijk te maken voor (meelevende) leden.